# Segunda batalla de Járkov
La segunda batalla de Járkov fue una batalla librada entre el 12 y el 28 de mayo de 1942, en el Frente Oriental durante la Segunda Guerra Mundial. Después de una exitosa contraofensiva de invierno soviética en la que se rechazaron a las tropas alemanas de Moscú, pero también agotadas las reservas del ejército Rojo, la ofensiva soviética de Járkov era un nuevo intento de ampliar su iniciativa estratégica.
El 12 de mayo de 1942, las fuerzas soviéticas bajo el mando del mariscal Semión Timoshenko lanzaron una ofensiva contra el sexto ejército alemán, desde un saliente establecido durante la contraofensiva de invierno. Después de los signos iniciales prometedores, la ofensiva soviética fue detenida por el frío. Errores críticos de varios oficiales del Estado Mayor y de Stalin y a sí mismo, de no calcular con exactitud el potencial de la Wehrmacht y sobrestimando sus fuerzas recién formadas, llevó a un ataque en pinza de las fuerzas alemanas en torno a la retaguardia de las tropas soviéticas que las dejó aisladas de sus fuerzas de choque.

## Antecedentes

### Situación general en el Frente Oriental
Para febrero de 1942, la contraofensiva de invierno soviética, que empujó a los alemanes de las puertas de Moscú, y devueltos a Rostov en el sur, se había agotado, dejando a ambos lados lamiéndose sus heridas. Stalin estaba convencido de que los alemanes se encontraban en su lecho de muerte, y preveía un colapso para la primavera o el verano de 1942, como dijo en su discurso del 7 de noviembre de 1941. Así que decidió explotar esta percepción de debilidad en el seno del ejército alemán en el Frente Oriental con el lanzamiento de una nueva ofensiva durante la primavera.

La decisión final de Stalin confronta la resistencia de sus principales asesores, entre ellos el Jefe del ejército Rojo, el General Boris Sháposhnikov, el General Aleksandr Vasilevsky y el General Gueorgui Zhúkov, todos ellos quienes abogan por una postura más defensiva. Vasilevsky Como se recuerda, «Sí, estábamos esperando para [agotar las reservas alemanas], pero la realidad es más dura que eso». Aunque, según Zhúkov, Stalin creyó que los alemanes fueron capaces de llevar a cabo operaciones de forma simultánea a lo largo de dos ejes estratégicos, Stalin estaba seguro de que la apertura de la ofensiva de primavera a lo largo de todo el frente desestabilizaría al ejército alemán que tenía ante sí la oportunidad de comenzar de manera efectiva lo que podría ser un golpe mortal ofensivo sobre Moscú. A pesar de la cautela que sostuvo por sus generales, la decisión final de Stalin fue para tratar de coger por sorpresa a los alemanes a través de «ofensivas locales».

### Escogiendo la estrategia
Tras la conclusión de la ofensiva de invierno, tanto la STAVKA (el Cuartel General de las Fuerzas Armadas Soviéticas) como Stalin creían que las posibles ofensivas alemanas tendrían como objetivo final Moscú, acompañadas con una gran ofensiva también en el sur, como ya había ocurrido el año anterior durante la Operación Barbarroja y la Operación Tifón. Aunque el alto mando soviético defendía que los alemanes habían sido derrotados en Moscú, las setenta divisiones alemanas enfrente de Moscú seguían siendo una amenaza en ese sector. Además, Stalin y la mayoría de sus generales y comandantes en el frente creían que el principal esfuerzo alemán se dirigiría hacia una ofensiva sobre Moscú. Sin embargo, envalentonado por los éxitos del invierno anterior, Stalin defendió que la ejecución de ofensivas locales en la zona solo servirían para debilitar a las fuerzas alemanas, desgastando los esfuerzos alemanes por montar otra operación que tuviese como objetivo la toma de Moscú.
Aunque en un principio Stalin se había mostrado conforme en preparar al ejército Rojo para una «defensa estratégica activa», más tarde dio órdenes para planear siete ofensivas locales, que se extenderían desde el mar Báltico hasta el mar Negro. Una de las zonas implicadas era Járkov, y la acción fue ordenada inicialmente para marzo.
A principios de ese mes, el alto mando soviético dio órdenes al cuartel general del sureste para un ataque en la zona, después de las victorias en Rostov y en la Cuenca Donéts. La lucha comenzó ese mes al mando del mariscal Semión Timoshenko y del teniente general Kirill Moskalenko con una penetración en las posiciones alemanas a lo largo del norte del río Donéts, en el este de Járkov. En abril continuaron los enfrentamientos con gran dureza, consiguiendo Moskalenko cruzar el río y establecer una débil cabeza de puente, mientras en el Sur el sexto ejército soviético tenía un éxito moderado ante las fuerzas alemanas, que mantenían su propia cabeza de puente en la orilla este del río. Captando la atención de Stalin, se pone en marcha el preludio de la Segunda Batalla de Járkov. El 15 de marzo, los comandantes soviéticos propusieron unos planes preliminares para una campaña sobre Járkov, previendo la acumulación de fuertes reservas. El 20 de marzo, Timoshenko mantuvo un encuentro en Kupiansk para discutir la ofensiva. El informe para Moscú, preparado por el jefe de Estado Mayor de Timoshenko, el teniente general Hovhannés (Iván) Bagramián, resumía la conferencia, aunque probablemente dejando fuera algunas cuestiones de inteligencia. La acumulación de fuerzas soviéticas continuó hasta principios de mayo. Los detalles finales fueron negociados entre Stalin, el Estado Mayor y el líder del Frente Sureste encabezado por Timoshenko, a lo largo de los meses de marzo y abril. Las directivas finales de la STAVKA fueron emitidas el 17 de abril.

## Preparando la ofensiva

### Orden de batalla soviético
Para el 11 de mayo de 1942, el ejército Rojo había sido capaz de reunir seis ejércitos en dos frentes, además de otras unidades. Bajo el mando del Frente del Suroeste, luchaban los ejércitos 21.er, 28.º, 38.º y el 6.º. El 11 de mayo, el 21.er Cuerpo de Tanques fue desplazado a la región junto con el 23.er Cuerpo de Tanques, que proveía 269 tanques adicionales. Había también 3 divisiones independientes de fusileros además de un regimiento adicional, que provenía, de la 270 División de Fusileros, concentrada en la zona y apoyada por el 2.º cuerpo de caballería en Bogdanovka. El Frente Sur Soviético contaba con los ejércitos 57.º y 9.º, además de 30 divisiones de fusileros y una brigada, y los importantes refuerzos del 24.º Cuerpo de Tanques, el 5.º Cuerpo de Caballería y tres divisiones de Guardias de fusileros. En su apogeo, el Frente Sur podía reunir 11 armas o morteros por kilómetro de frente.
El reagrupamiento de fuerzas en el sector se topó con la rasputitsa, que resultó en el aplazamiento de varios despliegues y en que los refuerzos previstos en los frentes del sur y del sureste tomaron más tiempo de lo esperado. Hubo también la crítica severa de altos representantes soviéticos que responsabilizó a los comandantes del frente de la mala gestión de las fuerzas, su incapacidad para organizar las ofensivas y el generalato de su sillón, como Vasilevski apunta en sus memorias. Debido a que la concentración se realizó de manera casual, los alemanes recibieron la alerta de los movimientos limitados soviéticos frente a ellos. Moskalenko, comandante del 38.º Ejército, culpa al hecho a que los frentes de no forjaron ningún plan anterior a la decisión de reagruparse, por lo que se demostraría que sería un error de mala gestión. A continuación comenta que no hubo ninguna sorpresa de que el «comando fascista-alemán adivinara nuestros planes».

### Mando y mano de obra soviéticas
El mando primario asignado a la batalla fue servido por el mariscal Semión Timoshenko, un veterano de la Primera Guerra Mundial y de la guerra civil rusa. Aunque Timoshenko había tenido un éxito limitado en la batalla de Smolensk un año antes, sus intentos habían llevado a una victoria al final. Después fue capaz de orquestar la victoria sobre Rostov durante los contraataques de invierno, y sostuvo un limitado éxito durante la ofensiva de primavera de Járkov, previa a la actual batalla. Supervisando las acciones del ejército estaba el Comisario Militar Nikita Jrushchov.
Sin embargo, el soldado soviético estándar sufrió de estar bastante verde. Con la derrota soviética del año anterior, mejorado solo por la victoria más nítida en Moscú, la mayor parte de la mano de obra original con la que el ejército Rojo podría contar había sido muerta, herida o encarcelada por los alemanes, con bajas de casi 1 000 000 de hombres solo en la batalla de Moscú. Por lo tanto, un soldado medio en el Ejército Rojo entonces solo había sido reclutado recientemente y tenía poca a ninguna experiencia en combate. Relacionado con la carencia de soldados entrenados, el ejército Rojo también comenzó a sufrir de la pobre logística y una carencia de provisiones, cuando las partes principales de las antiguas áreas industriales soviéticas estaban ahora bajo el control alemán. Por lo tanto, la doctrina favorecida entonces era la «defensa estratégica temporal».
El General jefe del Estado Mayor, mariscal Vasilevsky, reconoció que el ejército soviético de 1942 no estaba listo para conducir operaciones ofensivas principales contra el bien entrenado ejército alemán, simplemente porque el Ejército Rojo entonces dejó de tener la ventaja cuantitativa y cualitativa necesaria sobre la Wehrmacht, y porque el mando, tanto en orden como nivel de suboficiales, todavía estaba siendo reconstruido después de los fracasos rotundos en 1941. Esta noción es largamente retrospectiva y un análisis sobre la conducta soviética durante las ofensivas estratégicas de 1942, e incluso más allá, como durante la Operación Marte, en octubre de 1942 y la batalla de Târgul Frumos en mayo de 1944.

### Preparativos alemanes

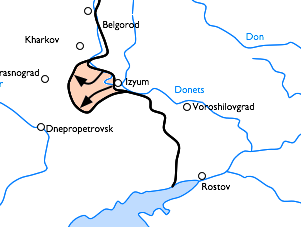
Frente Oriental en mayo de 1942. El saliente de Izium en rojo.

Sin saberlo los soviéticos, el 6.º ejército alemán, comandado por el recién nombrado General Paulus, se habían emitido órdenes para la Operación Friderikus, el 30 de abril de 1942. Esta operación exige un esfuerzo concertado para aplastar a los ejércitos soviéticos en la saliente Izium (nombre dado a una saliente sur de Járkov creado durante la contraofensiva de invierno soviética), capturado durante la ofensiva soviética a comienzos de primavera, en marzo y abril. Esta tarea fue dada al sexto ejército alemán, y la directiva final emitida el 30 de abril, declaró un «comienzo probable» el 18 de mayo.
Los alemanes también habían sido objeto de un gran esfuerzo para reforzar el Grupo de Ejércitos del Sur, transferidos al control del Mariscal de Campo Fedor von Bock, excomandante del Grupo de Ejércitos Central durante la Operación Barbarroja y la Operación Tifón. El 5 de abril de 1942, Hitler emitió la Directiva Número 41, que identificó el sur como el área principal de operaciones para la campaña de verano y el objetivo estratégico alemán del año; en detrimento de los otros frentes, las divisiones del Grupo de Ejércitos del Sur fueron llevadas a plena capacidad a fines de abril y principios de mayo. El objetivo estratégico se puso de manifiesto después de las victorias de Erich von Manstein y su 11.er ejército en Crimea. El objetivo central sigue siendo el Cáucaso y sus campos de petróleo, y como objetivo secundario, la ciudad de Stalingrado.
La presentación de la Operación Friderikus en abril supuso un incentivo más para reforzar a las fuerzas totales en el área del 6.º ejército alemán bajo el mando del General Paulus. Por lo tanto, desconocido para los soviéticos, el ejército alemán también fue objeto de un esfuerzo importante en la reagrupación de la zona directamente asignada como centro de operaciones para la próxima ofensiva en torno a Járkov. Fue el 10 de mayo, cuando Paulus presentó su proyecto definitivo de los planes de la Operación Friderikus, que temía un ataque ruso. Para entonces el ejército alemán enfrente a Timoshenko estaba plenamente preparado para el combate en su operación futura hacia el Cáucaso.

## La batalla

### Los primeros días
La ofensiva del ejército Rojo comenzó a las 6:30 de la mañana del 12 de mayo de 1942, conducido por un ataque concentrado de artillería de una hora, y un ataque aéreo final de veinte minutos sobre posiciones alemanas. La ofensiva terrestre comenzó con un movimiento de pinza dual desde las salientes Volchansk y Barvénkovo, comenzando a las 7:30. Las fuerzas soviéticas afrontaron la resistencia masiva de la defensa alemana contraria, que fueron despacio noqueados por incursiones aéreas concentradas y ataques de artillería, junto con asaltos de tierra coordinados contra posiciones fortificadas. Los enfrentamientos eran tan feroces que los soviéticos avanzaron poco a poco sus segundas formaciones de grado, disponiéndose a lanzarlos al combate también. Los enfrentamientos eran en particular feroces cerca del pueblo ruso de Nepokrytaia, donde los alemanes lanzaron tres contraataques locales. Antes del final del día la mayor penetración por fuerzas soviéticas era diez kilómetros. La orden soviética de campo, documentada por el general Moskalenko, agarró el movimiento de varias unidades de la reserva alemanas y finalmente se dio cuenta de que sus fuerzas aumentaron contra dos divisiones alemanas, no la división sola esperada, indicando que el ejército Rojo había conducido el reconocimiento pobre y la reunión de inteligencia antes del inicio de la batalla. De hecho, un diario capturado de un general alemán muerto aludió al hecho que los alemanes sabían posiblemente de antemano sobre las operaciones soviéticas pendientes en la región. El día también vio, después de mucha persuasión de parte de Paulus, la liberación de tres divisiones de infantería alemanas y una división Panzer sola para el uso en la defensa de Járkov. En su mayor parte, el avance soviético era pobre, consiguiendo el éxito notable solo en el flanco izquierdo, con los otros avances que siguen mejor dicho despacio y sufrimiento. Bock había advertido a Paulus no contraatacar inmediatamente sin el apoyo aéreo, aunque este fuera reconsiderado más tarde cuando varias brigadas de tanques soviéticas abrieron camino al 8.º Corp. del general Walther Heitz en el sector de Volchansk, que estaba solo a 12 millas de distancia de Járkov, constituyendo una amenaza grave para los alemanes.

### El primer triunfo soviético
Las 72 primeras horas vieron derribar al sexto ejército alemán, con 16 batallones destruidos, luchando en la lluvia pesada y barro. Paulus pidió una serie de acciones sostenidas, aunque los alemanes todavía realizaban contraataques localizados. Aunque para el 14 de mayo, el ejército Rojo hubiera hecho logros impresionantes, las acciones alemanas en ciertas áreas habían tomado su peaje, y varias divisiones soviéticas sacudidas fueron obligadas a retirarse de sus ataques. Solo los tanques soviéticos, mantenidos en reserva fueron capaces de poner un alto a los contraataques alemanes, con muchas pérdidas de vidas. Para disgusto de Timoshenko, solo se estimó que las pérdidas alemanas serían mínimas; por ejemplo, solo se estimó que 35-70 tanques habían sido destruidos en las 3.ª y 23.ª Divisiones Panzer. El apoyo aéreo cercano alemán también comenzó a tomar su peaje, forzando a unidades como el 38.º ejército soviético a la defensiva. El 14 de mayo los alemanes siguieron aporreando posiciones soviéticas en el norte en ofensivas localizadas y para entonces la Luftwaffe había ganado la superioridad aérea sobre el sector de Járkov, obligando a Timoshenko a avanzar sus propios activos aéreos a fin de responder con eficacia a la sostenida Cuarta Flota del Aire alemana. Sin embargo, los soviéticos siguieron adelante, retirándose de varias batallas menores y cambiando la dirección de sus empujes. Sin embargo, ante la continua resistencia alemana y los contraataques alemanes localizados que el ataque soviético disminuyó, sobre todo al combinarse con las incursiones aéreas invariablemente pesadas.
Irónicamente, la pinza del sur soviética no había sufrido tan terriblemente como los grupos de choque en el norte. De hecho, ellos consiguieron un éxito espectacular los tres primeros días de combate, con un alcance lejano de penetración de las posiciones alemanas. Aunque los enfrentamientos intensos también marcaran las batallas en el sur, los soviéticos derrotaron a varios batallones alemanes claves, incluso muchos constituidos de personal de ascendencia extranjera, incluso algunas unidades húngaras. El éxito del grupo de choque del sur, sin embargo, ha sido atribuido al hecho que las penetraciones tempranas en el norte habían dirigido reservas alemanas allí, así limitando la cantidad de tropas lanzadas en posiciones defensivas en el sur. Pero, hacia el 14 de mayo, Hitler había informado al General alemán Ewald von Kleist y había ordenado que su 1.er ejército Panzer tomara la iniciativa en una valiente contraofensiva, trazando el paso para el lanzamiento final de la Operación Friderikus.

### Continuación soviética de la ofensiva
El 15 y 16 de mayo se sucedieron otra serie de intentos por parte del ejército soviético en el norte, encontrando la misma resistencia que ellos habían encontrado los tres primeros días de batalla. Los baluartes alemanes siguieron resistiendo a los asaltos soviéticos. La contribución principal a la frustración soviética en la batalla era la carencia de armas pesadas, que por último no permitirían que las unidades atacantes del ejército Rojo borraran con eficacia la resistencia en posiciones fuertemente defendidas por los Alemanes. Uno de los mejores ejemplos de esto era la defensa de Ternovaia, donde las unidades de defensa alemanas rechazaron rendirse después del fuerte ofensiva del ejército Rojo. Los enfrentamientos eran tan duros que después de avanzar un promedio de cinco kilómetros, la ofensiva se paró por el día en el norte. Al día siguiente se nuevo se retomó el ataque soviético que fue en gran parte bloqueado por contraataques de los tanques alemanes, esta serie de ofensiva terminaron por desgastar profundamente las ya cansadas divisiones soviéticas, que no podían sostenerse simplemente contra los contraataques planeados desde el lado opuesto hacia el sur, sin embargo, los primeros días de la batalla, aunque las fuerzas soviéticas comenzaran a afrontar ataques aéreos más fuertes de aviones de combate alemanes. Los alemanes, por otra parte, habían pasado el día luchando contra la posesión ambos sectores, lanzando pequeños contraataques para rebajar gradualmente el potencial ofensivo soviético, continuamente subiendo refuerzos que llegaban del sur, incluso varios escuadrones de aviones transferidos de Crimea. Las decisiones pobres de la 150 División de Rifles, que había cruzado con éxito el río Barvénkovo, jugaron un papel fundamental en la explotación pobre de los éxitos tácticos del grupo de choque del sur.

### Contraataques de la Wehrmacht
El 17 de mayo, la iniciativa de la batalla fue con éxito transferida a los alemanes cuando el 1.er ejército Panzer de Kleist comenzó un doble contraataque pinchado en la cabeza de puente de Barvénkovo. Ayudado enormemente por el apoyo aéreo, Kleist fue capaz de aplastar posiciones soviéticas y avanzó hasta diez kilómetros en el primer día del ataque, dejando las fuerzas soviéticas sobresaltadas. Muchas de las unidades soviéticas fueron enviadas a la retaguardia esa noche para ser reacondicionadas, mientras las otras fueron avanzadas para reforzar posiciones tenues a través del frente. Aquel mismo día, Timoshenko informó del movimiento a Moscú, y pidió refuerzos y describió los fracasos del día. Las tentativas de Vasilevsky de conseguir la aprobación para una retirada general fueron abandonadas por Stalin.
El 18 de mayo, la situación empeoró y la STAVKA aconsejó una vez más parar la ofensiva y ordenar al noveno ejército evadirse del saliente. Timoshenko y Jrushchov afirmaron que el peligro que venía del grupo Kramatorsk de la Wehrmacht fue exagerado, y Stalin rechazó nuevamente la retirada.
El 19 de mayo, Paulus, bajo órdenes de Bock, había comenzado ya una ofensiva general en el Norte en una tentativa por rodear a las fuerzas soviéticas restantes en el saliente Izium. Solo entonces autorizó Stalin a Zhúkov para detener la ofensiva y a las fuerzas alemanas. Sin embargo, era ya demasiado tarde. Rápidamente, los alemanes consiguieron éxitos considerables contra las posiciones defensivas soviéticas. El día 20 de mayo vio la mayor parte de lo mismo, con las fuerzas alemanas acercándose desde atrás. Más divisiones alemanas fueron puestas en la batalla ese día, rompiendo a varias de sus homólogas soviéticas, permitiendo a los alemanes avanzar. Aunque las fuerzas de Timoshenko se reagruparon con éxito el 21 de mayo, ordenó la retirada del grupo de ejércitos Kotenko a finales del 22 de mayo, mientras se preparaba un ataque el 23 de mayo, para ser organizado por los 9.º y 57.º ejércitos. Aunque los soviéticos desesperadamente intentaran parar el avance de las tropas alemanas y lanzaran contraataques locales para aliviar varias unidades rodeadas, ellos generalmente fallaban. Para el final del día 24 de mayo, las fuerzas soviéticas de Járkov habían sido exitosamente rodeadas por formaciones alemanas, que habían sido capaces de transferir varias más divisiones al frente, aumentar la presión ejercida sobre los flancos soviéticos y, finalmente, les obligaron a derrumbarse.

### Colapso soviético

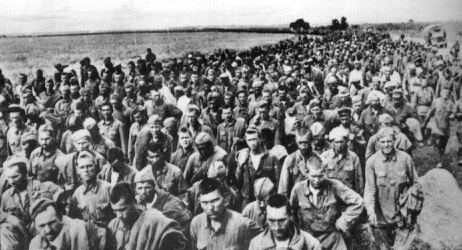
Prisioneros de guerra soviéticos (David M. Glantz, Járkov 1942).

El 25 de mayo vio el primer intento soviético importante por romper el cerco, y el General alemán Lanz describe los horribles ataques realizados en masa. El 26 de mayo, los sobrevivientes soldados del ejército Rojo se vieron obligados a posiciones de hacinamiento en un área de aproximadamente quince kilómetros cuadrados de tamaño. Los intentos soviéticos de entrar en el cerco alemán del Este se vieron constantemente bloqueados mediante maniobras de defensa tenaz y la fuerza aérea alemana. A la vista de las decididas operaciones alemanas, Timoshenko ordenó la suspensión oficial de todas las maniobras soviéticas ofensivas el 28 de mayo, mientras que los ataques por romper el cerco continuaron hasta el 30 de mayo. Sin embargo, menos de uno de cada diez hombres lograron salir de la «ratonera Barvénkovo». Beevor describe pérdidas soviéticas en términos de prisioneros como de 240 000 hombres (con el grueso de su armamento), mientras que Glantz declara un total de alrededor de 207 000 (muertos o capturados). Esto era generalmente aceptado como la cifra más imparcial, aunque las bajas verdaderas no estén disponibles en el acto. Ambos tienden a convenir en una cuenta de bajas alemanas pobre, con el doblamiento más formativo que está en 20 000 alemanes muertos, heridos o desaparecidos. Sin tener en cuenta las bajas, Járkov sería un revés soviético principal y esto acabaría con los éxitos asombrosos del Ejército Rojo durante la Contraofensiva de Invierno, y las ofensivas más pequeñas de la primavera.

## Conclusiones
Muchos autores han intentado señalar los motivos del fracaso de la segunda batalla de Járkov. Varios generales soviéticos han situado la culpa en la inhabilidad de la STAVKA y Stalin en apreciar el poder militar de la Wehrmacht en el Frente Oriental, después de sus fracasos en el invierno de 1941-1942 y en la primavera de 1942. Sobre el sujeto, Gueorgui Zhúkov resume en sus memorias que el fracaso de esta operación era completamente previsible, ya que la ofensiva fue organizada muy ineptamente, a riesgo de exponer el flanco izquierdo del saliente de Izium a contraataques alemanes siendo obvios en un mapa. Todavía según Zhúkov, la razón principal del mordaz fracaso soviético está en los errores hechos por Stalin, quién subestimó el peligro proveniente de ejércitos alemanes al sector del sudoeste (a diferencia del sector de Moscú) y dejó de tomar medidas para concentrar cualquier reserva estratégica sustancial allí para encontrar cualquier amenaza alemana potencial. Stalin no hizo caso del sensato consejo proporcionado por su propio General Jefe del Estado Mayor, quien recomendó organizar una defensa fuerte en el sector del sudoeste, a fin de ser capaz de rechazar cualquier ataque de la Wehrmacht.
Además, los generales soviéticos subordinados (sobre todo los del frente sudoeste) estaban dispuestos a seguir sus propios éxitos de invierno, y como los generales alemanes, subestimaron la fuerza de sus enemigos, como es indicado «a posteriori» por el comandante del 38.º ejército, Kirill Moskalenko. La contraofensiva de invierno soviética debilitó a la Wehrmacht, pero no la destruyó. Cuando Moskalenko recuerda, citando a un soldado anónimo, «estos fascistas se despertaron después de que ellos hibernaron».
La buena voluntad de Stalin de gastar en ejércitos recientemente reclutados, que fueron mal entrenados y mal suministrados, ilustró una idea falsa de la realidad, tanto en las capacidades del ejército Rojo como las armas subordinadas de las fuerzas armadas, y en las capacidades de los alemanes de defenderse y con éxito lanzar una contraofensiva.
Járkov había mostrado el potencial de los ejércitos soviéticos para conducir con éxito una ofensiva. Esta batalla puede ser vista como uno de los primeros casos principales en los cuales los soviéticos intentaron adelantarse a una ofensiva de verano alemana.